# Neonesidea manningi
Neonesidea manningi is een mosselkreeftjessoort uit de familie van de Bairdiidae. De wetenschappelijke naam van de soort is voor het eerst geldig gepubliceerd in 1975 door Maddocks.